# ピエール・コリー

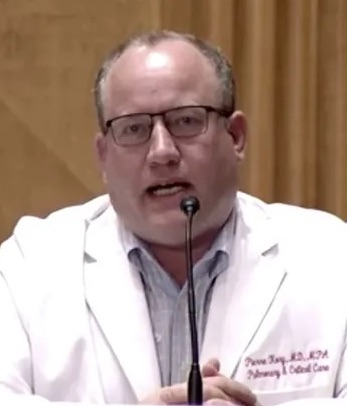
アメリカ上院の公聴会で証言するコリー

ピエール・コリーは、COVID-19のパンデミックの際に、COVID-19の治療法として特定の薬剤の適応外使用を広めることを提唱したことで注目を集めたアメリカの救命救急医である。
コリーはCOVID-19に関して米国議会上院の前で2回証言した。 2020年12月の証言の中で、コリーは、駆虫薬のイベルメクチンがCOVID-19に対して「奇跡的な効果」を持つ「不思議な薬」であると主張した 。

## 教育
2002年にセントジョージズ大学を卒業、医学博士号（MD）を取得、救命救急および呼吸器内科の研修およびフェローシップトレーニングを修了。コーネル大学医学部で臨床研修を行った。

## キャリア
コリーは、ウィスコンシン州マディソンにあるウィスコンシン大学学術医療センター・UWヘルスで最初に診療を行った。彼はそこで、外来の呼吸器内科クリニックの外傷および生命維持センターの医療ディレクターを務め、気管支鏡および胸膜の処置を行った 。
コリーは救命救急及び超音波検査の専門家である。 2015年、2人の共同編集者とともに、ポイントオブケア超音波検査研究により、医学教科書で英国医師会の2015年プレジデントチョイス賞を受賞した 。
コリーは、2020年5月にウィスコンシン大学医学部および公衆衛生学部の救命救急サービスの責任者となった 。
2020年5月、コリーは上院議員のロン・ジョンソンのゲストとして公聴会に参加し、COVID-19患者へのステロイドの使用を呼びかけた後、UWヘルスを退職 、ウィスコンシン州ミルウォーキーのオーロラセントルークスメディカルセンターに移った。
2020年12月8日、米国議会上院の国土安全保障委員会で COVID-19に対するイベルメクチンの利点を説明した。
コリーはオーロラセントルークスを退職し、その際病院が話す自由を制限したいと記者に語った 。

## COVID-19論争
2020年12月、米国上院国土安全保障委員会の委員長であるロン・ジョンソンは、上院の公聴会を利用して、COVID-19に関する周辺のアイデアを宣伝した 。目撃者の一人であるコリーは、イベルメクチンを「奇跡的」であり、COVID-19に対して使用される「不思議な薬」であると説明した。この発言に関する動画はソーシャルメディアで話題になり、数日で100万回以上再生された 。コリーは、パンデミック全体でイベルメクチンの使用を提唱し、科学情報を独占したい「科学の神」によってその真の有効性が抑制されているとする陰謀論|を推進した 。
コリーはパンデミックの初期、一般的な推奨療法が単に支持療法であったときに、COVID-19で入院している人々のためにステロイドの用量を増やすことを提唱した。コリーは、自身のアプローチを立証するものとして、コルチコステロイドの低用量からの利益を示した回復試験からのその後の証拠を見ている。医学研究者のケビン・J・トレーシーは、コリーのアプローチが有益であるか有害であるかはまだ不明であると述べている。コリーは、ファモチジンや静脈内ビタミンCなど、適応外の他の薬剤を治療計画に使用している 。

## 関連本
- Soni, Nilam J; Arntfield, Robert; Kory, Pierre, eds (2015). Point of Care Ultrasound. Elsevier. ISBN 978-0323544702